# Liste der honduranischen Botschafter in El Salvador
Die honduranische Botschaft befindet sich der 89 Avenida Norte entre 7 y 9 calle poniente, No. 561, Colonia Escalón, in San Salvador.
| Ernannt / Akkreditiert | Name                           | Bemerkung | Ernannt von                   | Akkreditiert bei            | Posten verlassen |
| ---------------------- | ------------------------------ | --- | ----------------------------- | --------------------------- | ---------------- |
| 1951                   | Joaquín Bonilla                | General und Poet | Juan Manuel Gálvez            | Óscar Osorio Hernández      |                  |
| 1954                   | Manuel Luna Mejía              | (* 1911 † 1994), 1977–1980: Botschafter beim Heiligen Stuhl | Julio Lozano Diaz             | Óscar Osorio Hernández      | 1957             |
| 1963                   | Eliseo Pérez Cadalso           | (* 22. November 1920 in Aldea Santa Teresa El Triunfo (Honduras), Departamento Choluteca; † 1999) 1941: Abschluss eines Studiums der Rechtswissenschaft, veröffentlichte sein erstes Buch: En Blanco Menor. | Oswaldo López Arellano        | Eusebio Rodolfo Cordón Cea  | 1967             |
| 1967                   | Virgilio Roberto Gálvez Madrid | (* 1914; † ) 1949: Botschafter in Managua, 1950 Botschafter in Quito, Ecuador, 24. März 1953: Botschafter in Santiago de Chile, 31. Dez. 1975 bis 11. Juli 1976: Außenminister                              | Fidel Sánchez Hernández       | 1969                        |                  |
| 1983                   | Roberto Suazo Tomé             | († )1980: Botschafter in Managua, Mitglied der Partido Nacional de Honduras, 3. Oktober 1992–1993: Botschafter in Mexiko-Stadt                                                                              | Roberto Suazo Córdova         | Álvaro Alfredo Magaña Borja | 1986             |
| 6. Okt. 1994           | José Fernando Martínez Jiménez | | Carlos Roberto Reina          | Armando Calderón Sol        | 24. Feb. 1996    |
| 24. Feb. 1996          | Ramón Valladares Soto          | (* 30. August 1917 in Güinope, Departamento El Paraíso; † 2008) |                               |                             |                  |
| 2000                   | Roberto Arita Quiñónez         | 1982 Botschafter in San José (Costa Rica) | Carlos Roberto Flores Facussé | Francisco Flores Pérez      | 10. Juli 2006    |
| 1. Juni 2006           | José Fernando Martínez Jiménez | [ 4 ] | Manuel Zelaya                 | Antonio Saca                | 6. Juli 2007     |
| 23. Juli 2010          | César Antonio Pinto Valle      | Chirurg | Porfirio Lobo Sosa            | Mauricio Funes              |                  |